# John Hendy
John Hendy, baron Hendy, (né le 11 avril 1948) est un avocat et homme politique britannique reconnu comme l'un des principaux experts du pays en droit du travail au Royaume-Uni.

## Carrière
Une fois diplômé en tant qu'avocat, Hendy créé un centre juridique, le Newham Rights Centre à East London, et y travaille à plein temps pendant trois ans. Il enseigne pendant un an à Middlesex Polytechnic, avant de retourner au Barreau en 1977 et se concentre sur les affaires de lésions corporelles et de relations professionnelles.
Au milieu des années 80, il représente avec succès Wendy Savage, une obstétricienne et gynécologue consultante qui est suspendue pour incompétence présumée. L'affaire l'amène à travailler sur d'autres dans le domaine de la négligence médicale.
En 1984-85, il représente le Syndicat national des mineurs dans le litige civil découlant de la grève des mineurs. Il devient conseiller de la Reine (QC) en 1987. En 1991, il est l'un des quatre QC, avec Michael Mansfield, Geoffrey Robertson et Kevin Garnett, agissant pour le Syndicat national des mineurs contre les allégations selon lesquelles ils auraient manipulé des fonds de manière inappropriée pendant la grève des mineurs de 1984-1985. En 1992, il représente les syndicats miniers à la Haute Cour contre les tentatives de fermeture de 31 mines de charbon.
En 1995, il représente Dave Wilson, membre du Syndicat national des journalistes (NUJ), dans l'affaire Wilson et Palmer c. Royaume-Uni, qui met fin à la discrimination contre les syndicalistes.
En avril 1999, il prend la direction de Old Square Chambers, en remplacement de John Melville Williams. Cette année-là, soixante-seize de ses dossiers font l'objet de rapports juridiques.
Il est connu pour représenter les proches des victimes des accidents ferroviaires de Ladbroke Grove et de Southall.
Il prend sa retraite de la tête de Old Square Chambers en 2009.
En 2011, The Lawyer le qualifie de «avocat-champion du mouvement syndical», notant qu'il assiste souvent Unite, l'ASLEF et le Syndicat national des travailleurs des chemins de fer, des transports maritimes et des transports.
Il représente le NUJ à l'enquête Leveson et interroge Rupert Murdoch directement le 27 mars 2012.
Hendy est fait pair à vie dans les honneurs de démission du premier ministre 2019 et est créé baron Hendy, de Hayes et Harlington dans le quartier londonien de Hillingdon, le 15 octobre 2019. Il siège en tant que pair travailliste à la Chambre des lords.

## Vie privée
Sa mère est la plus jeune fille du 6e baron Wynford et son père est «un électricien et syndicaliste communiste». Il décrit son père comme «un grand combattant pour la dignité humaine en tant que syndicaliste» et comme étant la plus grande influence sur sa vie. Il est le frère de Peter Hendy, commissaire des transports de Londres de 2001 à 2016 et maintenant président de Network Rail.